# Torrejoncillo
Torrejoncillo ist eine Gemeinde (municipio) mit 2.765 Einwohnern (Stand: 2024) im äußersten Nordwesten der Provinz Cáceres in der Autonomen Region Extremadura im Westen Spaniens. Zur Gemeinde gehört neben dem Hauptort Torrejoncillo auch die Ortschaft Valdencín.

## Lage
Torrejoncillo liegt etwa 50 Kilometer (Fahrtstrecke) nordnordwestlich der Provinzhauptstadt Cáceres in einer Höhe von ca. 330 m. Das Klima ist gemäßigt bis warm; Regen fällt hauptsächlich im Winterhalbjahr.

## Bevölkerungsentwicklung
| Jahr      | 1970 | 1981 | 1991 | 2001 | 2011 | 2021 |
| Einwohner | 4652 | 3684 | 3700 | 3524 | 3307 | 2894 |

Der deutliche Bevölkerungsrückgang seit den 1950er Jahren ist im Wesentlichen auf die Mechanisierung der Landwirtschaft sowie die Aufgabe bäuerlicher Kleinbetriebe („Höfesterben“) und den damit einhergehenden Verlust von Arbeitsplätzen zurückzuführen.

## Sehenswürdigkeiten

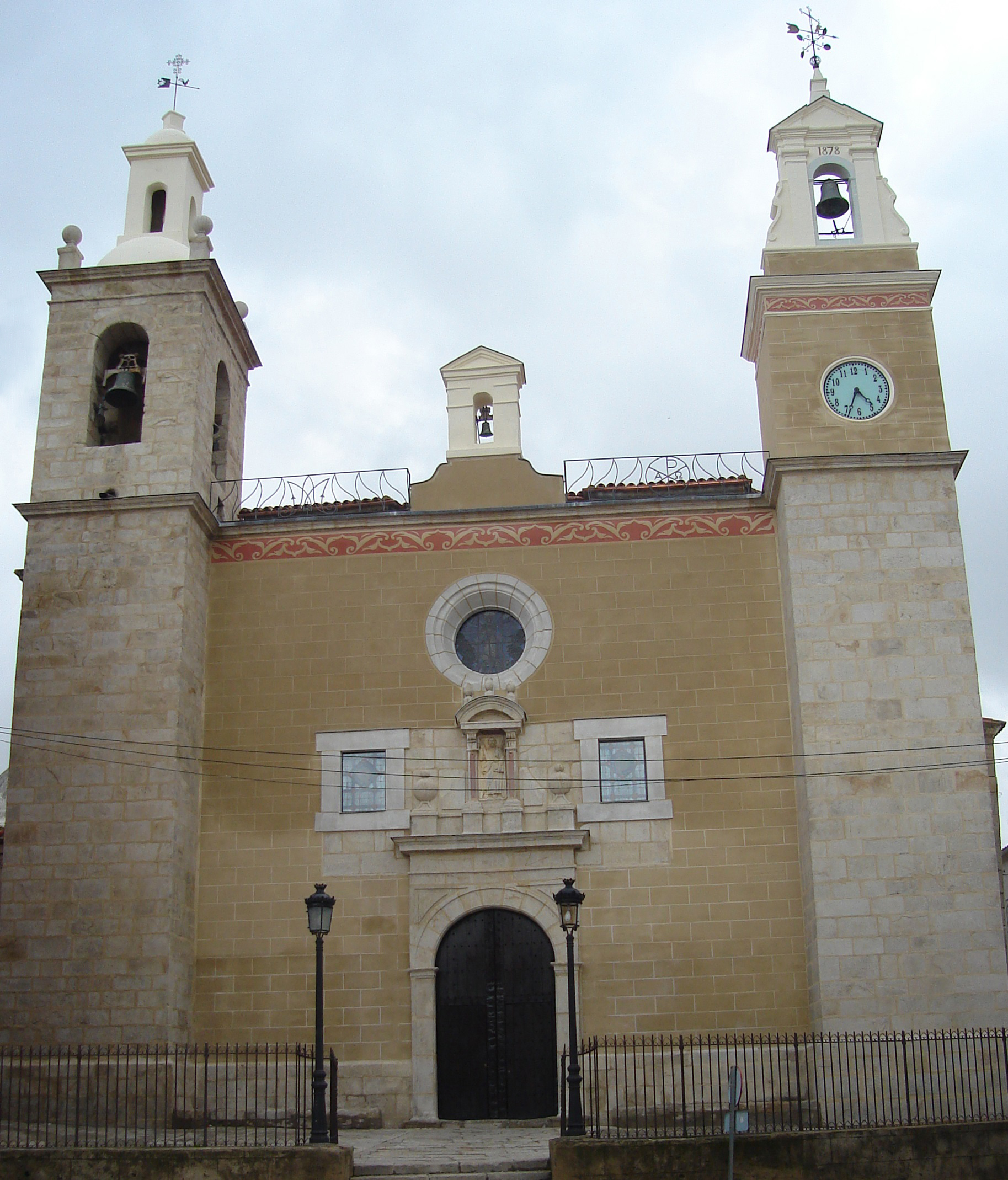
Andreaskirche
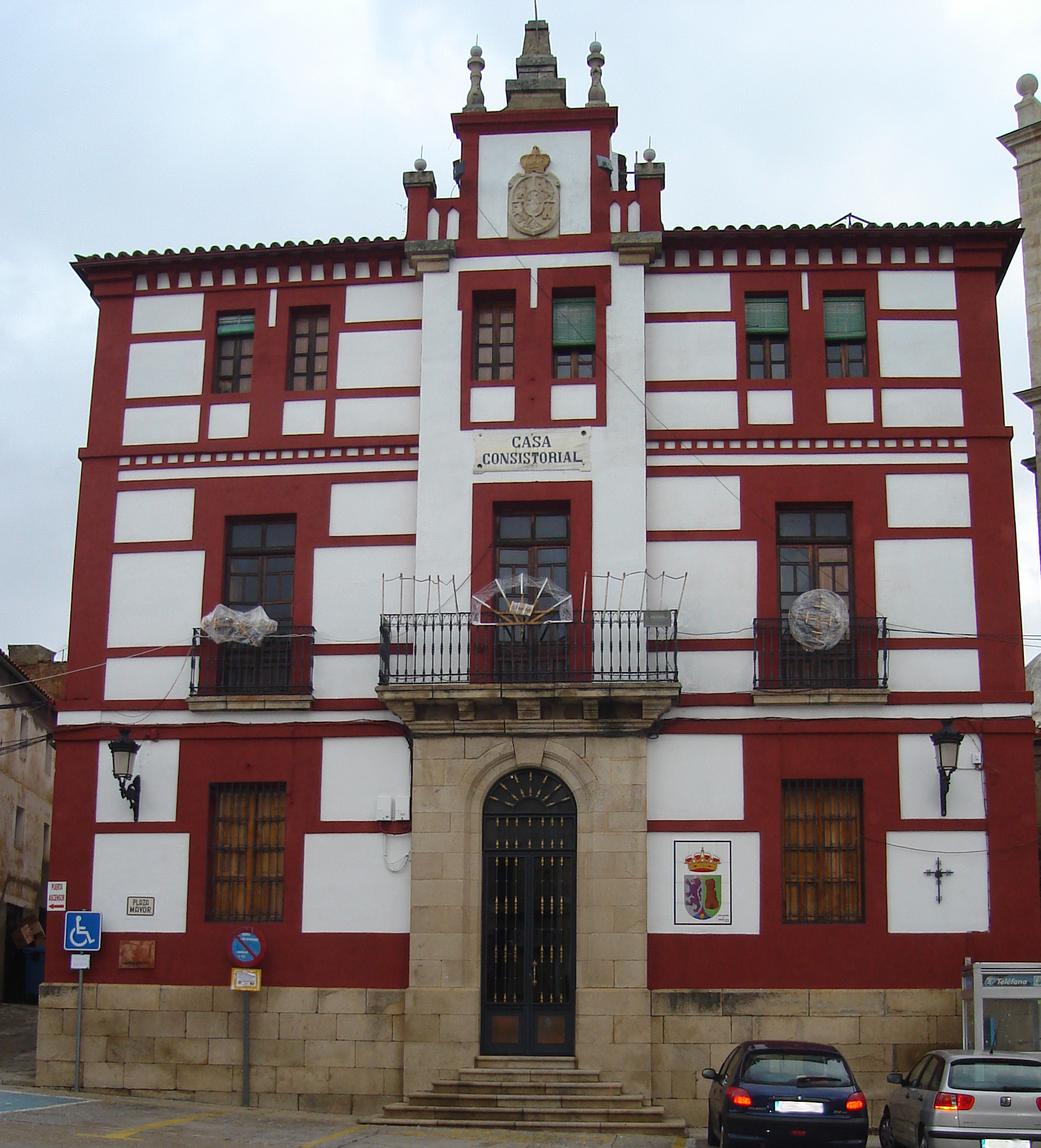
Rathaus

- Andreaskirche
- Rathaus

## Persönlichkeiten
- Emilio de Justo (* 1983), Torero